# Dimondale
Dimondale är en ort (village) i Eaton County i Michigan. Vid 2020 års folkräkning hade Dimondale 1 134 invånare.